# Potentille norvégienne
Potentilla norvegica
Espèce
Potentilla norvegica est une espèce de plantes à fleurs de la famille des Rosaceae. Elle connue sous les noms communs potentille rugueuse , potentille à feuilles ternes et potentille norvégienne. Elle est originaire d'Europe, d'Asie et de certaines parties de l'Amérique du Nord, et peut être trouvée ailleurs en tant qu'espèce introduite.

## Étymologie
Son nom vient du latin potens qui signifie « puissant ». Les potentilles ont un grand historique en phytothérapie. À une époque, on l’appelait même « l’herbe des alchimistes », car elle recèle les plus nobles vertus qui permettent à l’homme de se purifier. John Salmon, un médecin anglais, l’a surnommé « l’ami de la femme » car elle serait efficace en cas de crampes menstruelles et de règles trop abondantes.

## Description

### Appareil végétatif
La potentille norvégienne est une plante herbacée annuelle, bisannuelle ou vivace à courte durée de vie, se reproduisant uniquement par semis. La tige est haute de 20 à 50 cm (8-20 po), habituellement ramifiée, avec parfois deux tiges ou plus issues de la même racine, toutes velues. Les feuilles sont alternes (1 par nœud), composées, chacune étant constituée de 3 folioles au bout d'un pétiole et d'une paire de stipules à la base du pétiole (point de jonction avec la tige); chaque foliole oblongue ou arrondie, au limbe découpé en grosses dents acérées pointant vers l'extérieur; feuilles en rosette au début de la saison de croissance et, à ce stade, souvent confondues avec les feuilles de fraisiers; feuilles caulinaires les plus basses à long pétiole; les plus hautes sessiles à 3 folioles et une paire de stipules apparemment attachées directement à la tige,,.

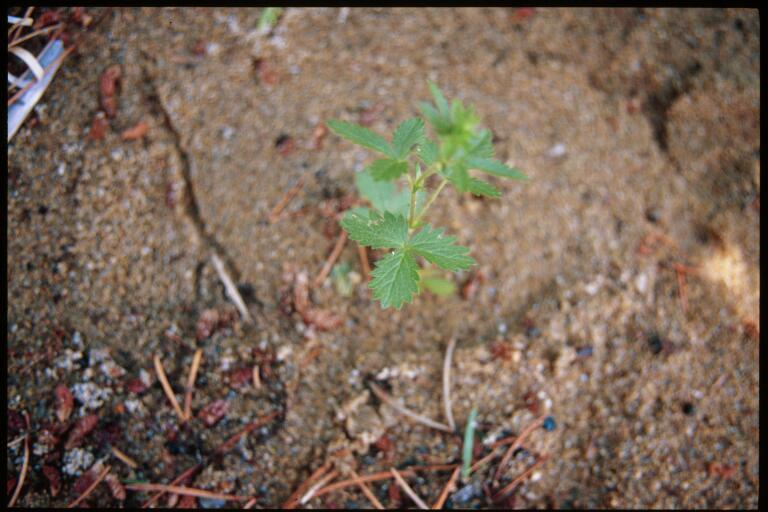
Jeune plante.
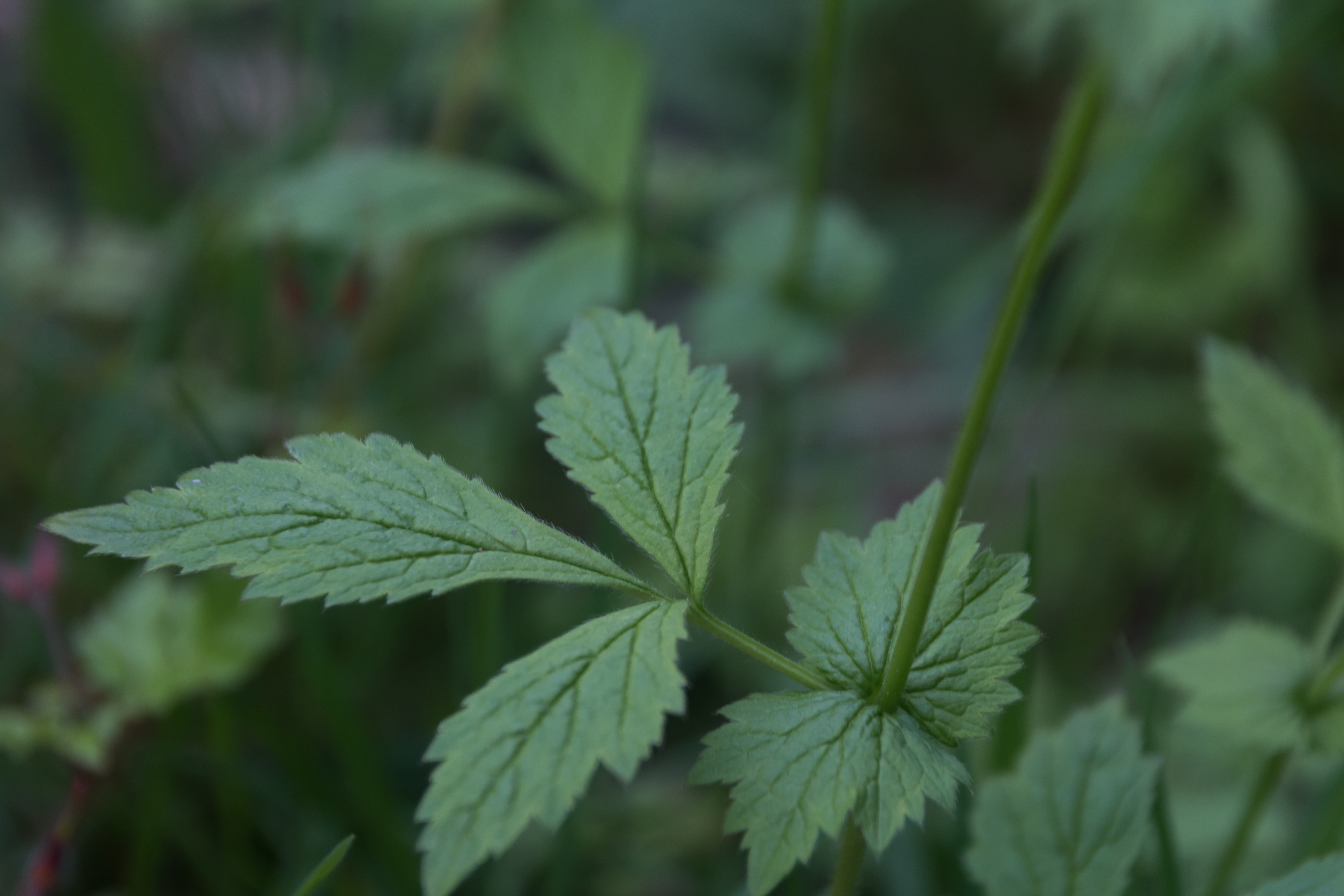
Tige.
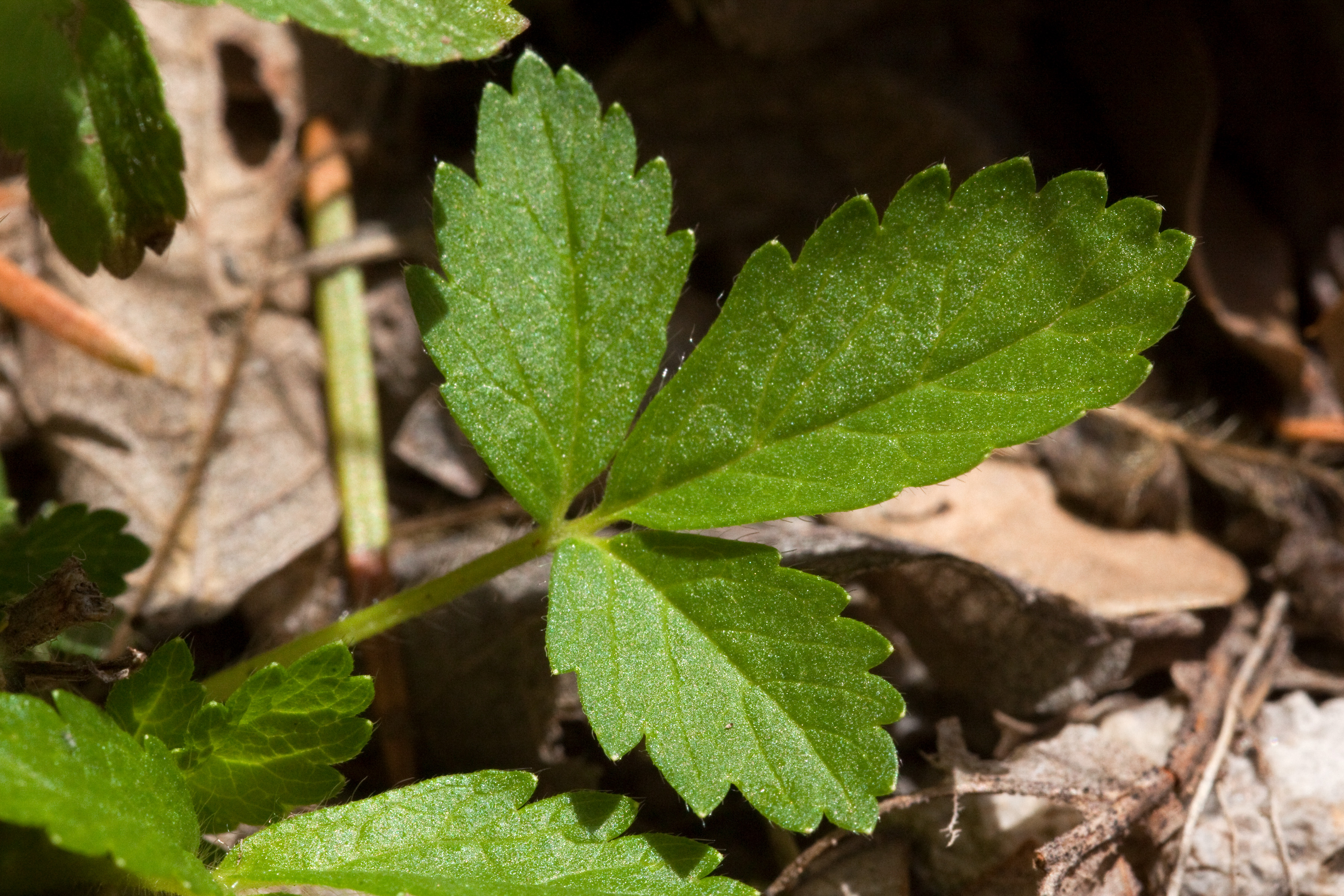
Feuille.

### Appareil reproducteur
Les fleurs sont d'environ 6 mm (1/4 po) de diamètre, sur de courts pédoncules à partir de rameaux feuillus dans la partie supérieure de la plante; 5 pétales jaune pâle à peu près de la même longueur que les sépales verts; une couronne de nombreuses étamines autour de nombreux pistils qui deviennent des graines en mûrissant; chaque graine faisant environ 1 mm (1/25 po) de longueur, de couleur allant du jaunâtre au brun pâle, striée longitudinalement. Floraison en juin et juillet,,.

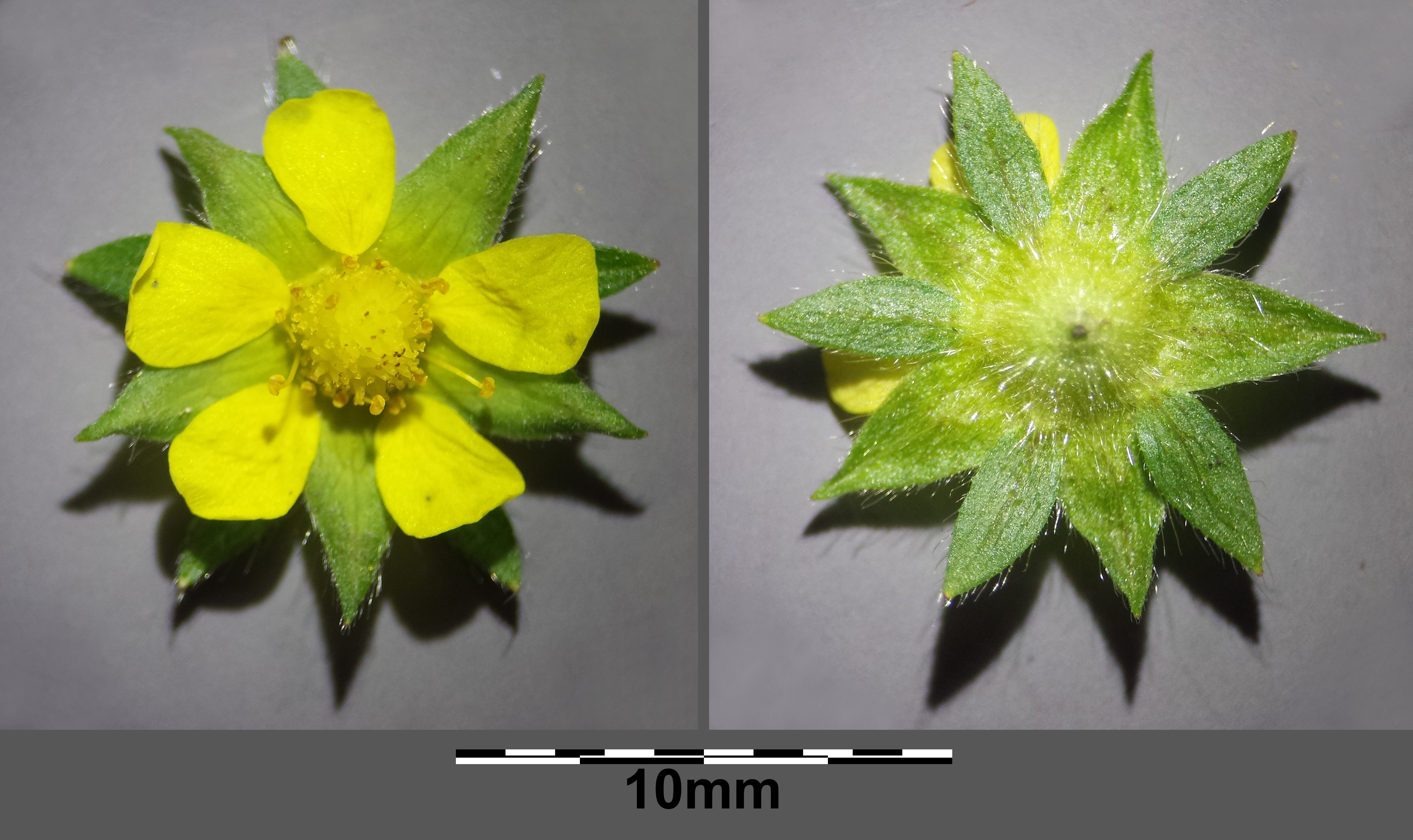
Fleur.

### Confusion possible
Les rosettes de la potentille de Norvège se différencient des plants de fraises (Fragaria spp.) par leurs dents tout autour du limbe des 3 folioles, alors que pour les fraisiers le premier quart ou tiers de chaque foliole est habituellement non denté. Les plants plus vieux de potentille de Norvège ont des tiges dressées et robustes, à feuilles nombreuses et à fleurs jaunes, alors que le fraisier a une tige mince, courte et presque sans feuilles, garnie de bouquets ouverts de fleurs blanches. On la distingue des renoncules à fleurs jaunes par ses feuilles trifoliées et par la paire de stipules à la base de chaque pétiole. La potentille de Norvège se différencie des autres potentilles par la présence simultanée de feuilles trifoliées vertes sur les deux faces et de fleurs jaune pâle dont les sépales et les pétales sont à peu près de la même longueur.

## Distribution et habitat
La potentille norvégienne est originaire d'une grande partie de l'Europe, de l'Asie et de certaines parties de l'Amérique du Nord, et elle peut être trouvée dans d'autres parties du monde en tant qu'espèce introduite. Son habitat naturel est constitué de champs arables, de jardins, de berges, de haies, de friches, de clairières forestières, de zones de chargement et parfois de rivages, souvent sur des sols sableux ou graveleux,.